# Victoire (parti politique)
Pour les articles homonymes, voir Victoire.
Victoire (en espagnol : Victoria) est un parti politique guatémaltèque.

## Histoire
Victoire est fondé en 2008. Il se présente aux élections générales de 2011, bien qu'il ne nomme pas de candidat à la présidence. Aux élections au Congrès, le parti obtient 1,6 % des voix, remportant l'un des 158 sièges. Avant les élections de 2015, il rejoint une alliance électorale avec Todos et le Parti unioniste.

## Résultats électoraux

### Élections présidentielles
| Année | Candidats        | Candidats           | Premier tour     | Premier tour     | Second tour      | Second tour      | Statut           |
| Année | Président        | Vice-président      | Voix             | %                | Voix             | %                | Statut           |
| ----- | ---------------- | ------------------- | ---------------- | ---------------- | ---------------- | ---------------- | ---------------- |
| 2011  | Ne participe pas | Ne participe pas    | Ne participe pas | Ne participe pas | Ne participe pas | Ne participe pas | Ne participe pas |
| 2015  | Ne participe pas | Ne participe pas    | Ne participe pas | Ne participe pas | Ne participe pas | Ne participe pas | Ne participe pas |
| 2019  | Amílcar Rivera   | Erico Can           | 111 998          | 2,56             |                  |                  | Non élu          |
| 2023  | Amílcar Rivera   | Fernando Mazariegos | 134 447          | 3,23             | Non élu          |                  |                  |

### Élections législatives
| Année | Liste nationale                                                                           | Liste nationale                                                                           | Districts                                                                                 | Districts                                                                                 | Sièges                                                                                    | +/-                                                                                       |                                                                                           |
| Année | Voix                                                                                      | %                                                                                         | Voix                                                                                      | %                                                                                         | Sièges                                                                                    | +/-                                                                                       |                                                                                           |
| ----- | ----------------------------------------------------------------------------------------- | ----------------------------------------------------------------------------------------- | ----------------------------------------------------------------------------------------- | ----------------------------------------------------------------------------------------- | ----------------------------------------------------------------------------------------- | ----------------------------------------------------------------------------------------- | ----------------------------------------------------------------------------------------- |
| 2011  | 71 588                                                                                    | 1,63                                                                                      | 76 026                                                                                    | 1,72                                                                                      | 1 / 158                                                                                   | Nv                                                                                        |                                                                                           |
| 2015  | Ne participe pas ; les candidats de Victoire candidates avec Liberté démocratique rénovée | Ne participe pas ; les candidats de Victoire candidates avec Liberté démocratique rénovée | Ne participe pas ; les candidats de Victoire candidates avec Liberté démocratique rénovée | Ne participe pas ; les candidats de Victoire candidates avec Liberté démocratique rénovée | Ne participe pas ; les candidats de Victoire candidates avec Liberté démocratique rénovée | Ne participe pas ; les candidats de Victoire candidates avec Liberté démocratique rénovée | Ne participe pas ; les candidats de Victoire candidates avec Liberté démocratique rénovée |
| 2019  | 101 418                                                                                   | 2,52                                                                                      | 71 630                                                                                    | 1,71                                                                                      | 3 / 158                                                                                   | –                                                                                         |                                                                                           |
| 2023  | 124 946                                                                                   | 3,00                                                                                      | 126 830                                                                                   | 2,83                                                                                      | 3 / 160                                                                                   |                                                                                           |                                                                                           |